# Jamaal Franklin
Jamaal Eric Franklin (Moreno Valley, California, 21 de julio de 1991) es un jugador de baloncesto estadounidense que actualmente se encuentra sin equipo. Con 1,96 metros de altura, juega en las posiciones de base y escolta.

## Trayectoria deportiva

### Universidad
Jugó durante tres temporadas con los Aztecs de la Universidad Estatal de San Diego, en las que promedió 13,6 puntos, 7,0 rebotes y 1,9 asistencias por partido. En su segunda temporada en el equipo fue incluido en el mejor quinteto de la Mountain West Conference, y elegido Jugador del Año, tras promediar 17,4 puntos y 7,9 rebotes por partido. Al año siguiente repetiría en el mejor quinteto de la conferencia.

### Profesional
Fue elegido en la cuadragésimo primera posición del Draft de la NBA de 2013 por Memphis Grizzlies, debutando ante los New Orleans Pelicans, en un partido en el que anotó 4 puntos. Durante su temporada de rookie, tuvo varias asignaciones con los Fort Wayne Mad Ants de la NBA D-League.
En julio de 2014, se unió a los Grizzlies para disputar la NBA Summer League. El 31 de agosto de 2014, fue descartado por los Grizzlies.
En octubre de 2014, Franklin firmó un acuerdo con los Zhejiang Lions de la CBA.
En abril de 2015 fichó por los Denver Nuggets, con los que acabó la temporada.
[actualizar]
El 17 de octubre de 2021, firma con los Shanghai Sharks de la Chinese Basketball Association. Renovando en agosto de 2022 por otra temporada.

## Estadísticas de su carrera en la NBA

### Temporada regular
| Año     | Equipo  | PJ | PT | MPP | %TC  | %3P  | %TL   | RPP | APP | ROB | TPP | PPP |
| ------- | ------- | -- | -- | --- | ---- | ---- | ----- | --- | --- | --- | --- | --- |
| 2013-14 | Memphis | 21 | 0  | 7.7 | .410 | .455 | 1.000 | 1.1 | .3  | .2  | .1  | 1.9 |
| 2014-15 | Denver  | 3  | 0  | 4.4 | .500 | .500 | .000  | .7  | 1.0 | .0  | .3  | 1.0 |
| Total   | Total   | 24 | 0  | 7.3 | .415 | .462 | 1.000 | 1.0 | .4  | .2  | .1  | 1.8 |

### Playoffs
| Año   | Equipo  | PJ | PT | MPP | %TC  | %3P  | %TL  | RPP | APP | ROB | TPP | PPP |
| ----- | ------- | -- | -- | --- | ---- | ---- | ---- | --- | --- | --- | --- | --- |
| 2014  | Memphis | 2  | 0  | 2.0 | .000 | .000 | .500 | .5  | .0  | .0  | .0  | .5  |
| Total | Total   | 2  | 0  | 2.0 | .000 | .000 | .500 | .5  | .0  | .0  | .0  | .5  |